# Warton
Warton is een civil parish in het bestuurlijke gebied Lancaster, in het Engelse graafschap Lancashire met 2360 inwoners.